# BEO (企業)
BEO株式会社(BEO Co., Ltd.)は東京都新宿区に本社を置く留学事業支援や留学イベント・留学セミナー、留学サポート、英語学校の経営、人材紹介を行う採用コンサルティングなどを行うコンサルティング・シンクタンク企業。

## 企業概要
2000年1月、ブリティッシュ・エデュケーション・オフィスを創立し、名古屋に日本で初のイギリス正規留学無料サポート機関として事業開始。マンチェスター大学、オックスフォード大学・ブルックス大学、シティ・カレッジ・マンチェスターの日本事務局開設。
2003年10月にBEO株式会社を設立。
2007年より各国大使館の後援・賛同を得てイギリス、アメリカ、オーストラリアの大学・大学院留学を目指す人を対象にしたイベントの開催を行う。

## イベント
- 大学・大学院留学フェア[3]　イギリス、アメリカ、オーストラリアの大学・大学院を目指す人を対象とするイベント